# Borovo Polje
Borovo Polje (szerbül: Борово Поље), település Bosznia-Hercegovinában, Modriča községben, a Szerb Köztársaság északi régiójában.

## Fekvése
A település Bosznia-Hercegovina északi részén, Dobojtól légvonalban 32, közúton 60 km-re északkeletre, községközpontjától légvonalban 5, közúton 6 km-re délkeletre, a Szávamenti-síkságon, 100-102 méteres magasságban fekszik.

## Népessége
| Nemzetiségi csoport | Népesség 2013 |
| ------------------- | ------------- |
| Szerb               | 176           |
| Bosnyák             | 0             |
| Horvát              | 4             |
| Jugoszláv           | 0             |
| Egyéb               | 1             |
| Összesen            | 181           |

## Története
A település Pelagićevo és Modriča községek határának megváltoztatásával, valamint Donje Ledenice község Donje Ledenice és Borovo Polje falvakra való felosztásával jött létre, amelyek egyben Pelagićevo és Modriča községek határát is jelentik (A Boszniai Szerb Köztársaság Hivatalos Közlönye 14/2013). 2013-ig a település Pelagićevo községben található Donje Ledenice település része volt.